# Boezegem
Boezegem (officieel: Boëseghem) is een gemeente in de Franse Westhoek in het Franse Noorderdepartement. De gemeente ligt in Frans-Vlaanderen op de grens van de streken het Houtland en het Leiedal. Boezegem grenst aan de gemeenten Steenbeke, Tienen, Aire-sur-la-Lys, Wittes en Blaringem. De gemeente heeft ongeveer 750 inwoners.

## Naam
Boezegem werd voor het eerst vermeld in 877 als Buosingahem; dit betekent Huis van de lieden van Buoso of Boso. In 1164 werd het vermeld als Boezinghem in een charter van Filips van de Elzas. 
Boesinga (1119), Boezinghem (1164), Boesinghem (1187), Bosinghere (1207), Bosinghem (1332), Boeinghem (1793), Boëseghem (1801).

## Bezienswaardigheden
- De Sint-Legierskerk (Église Saint-Léger) (een hallenkerk)
- Op het Kerkhof van Boezegem bevinden zich twee Britse oorlogsgraven, een uit de Eerste en een uit de Tweede Wereldoorlog.

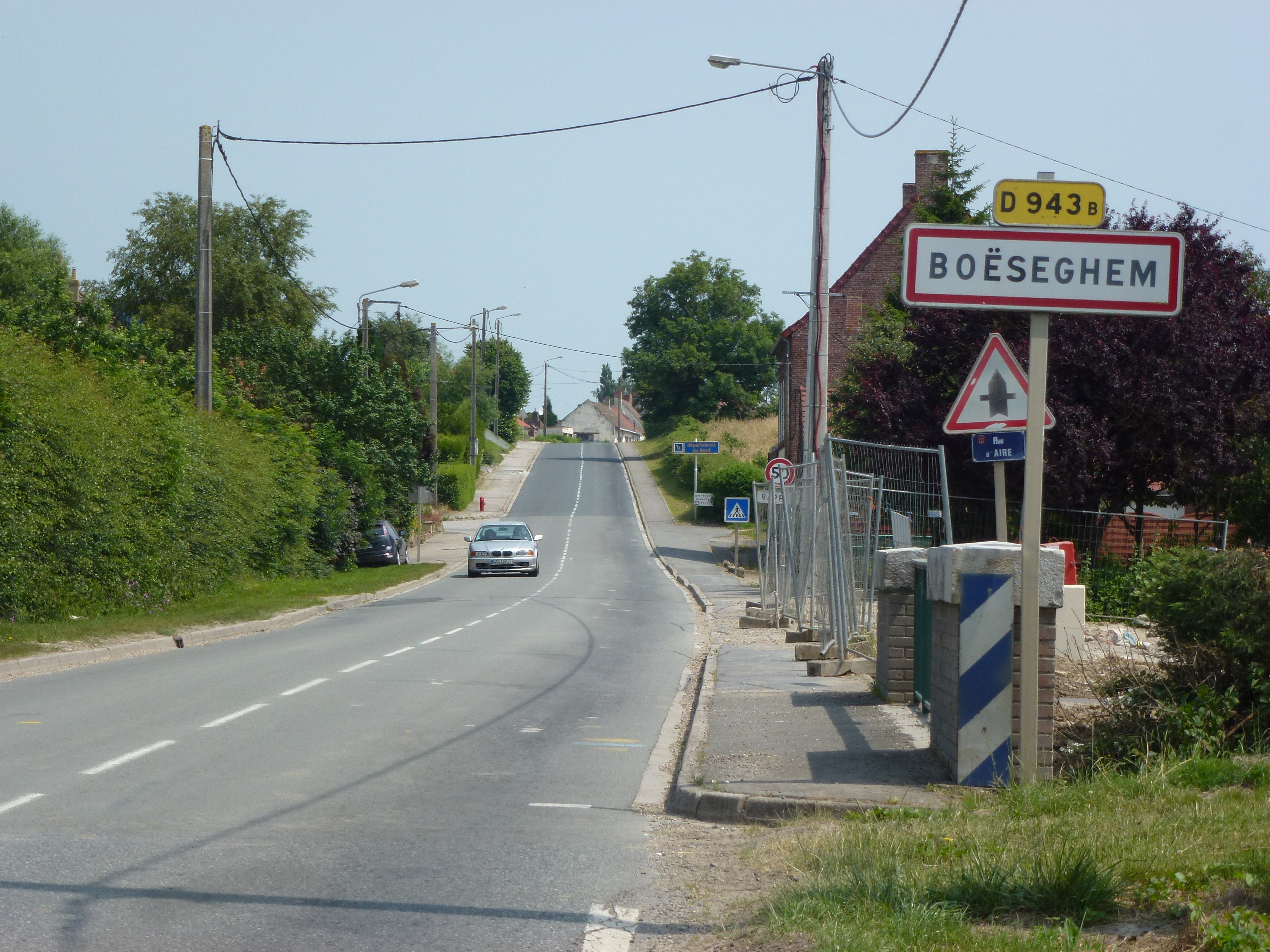
Zicht op Boezegem
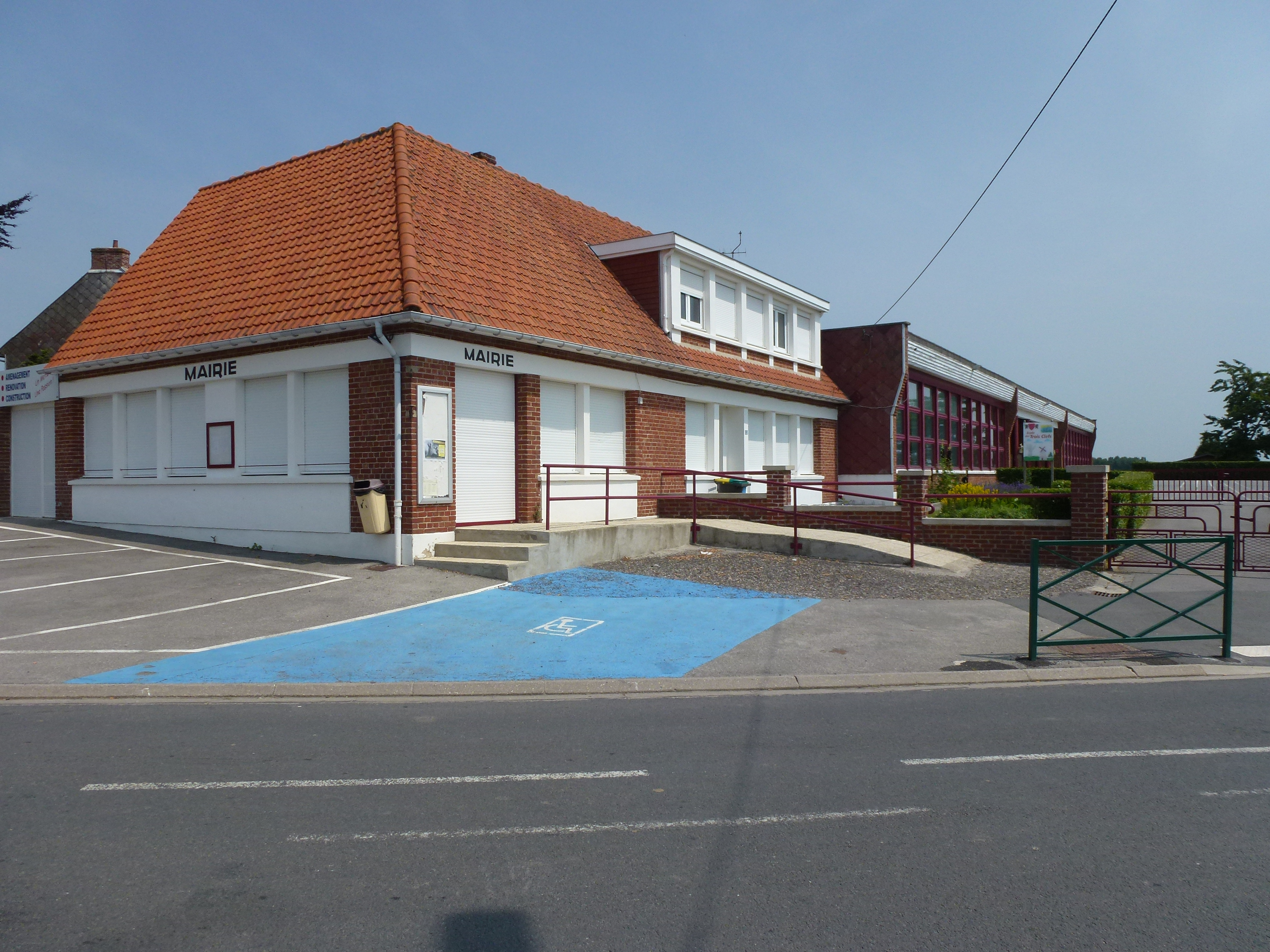
Het gemeentehuis en schooltje
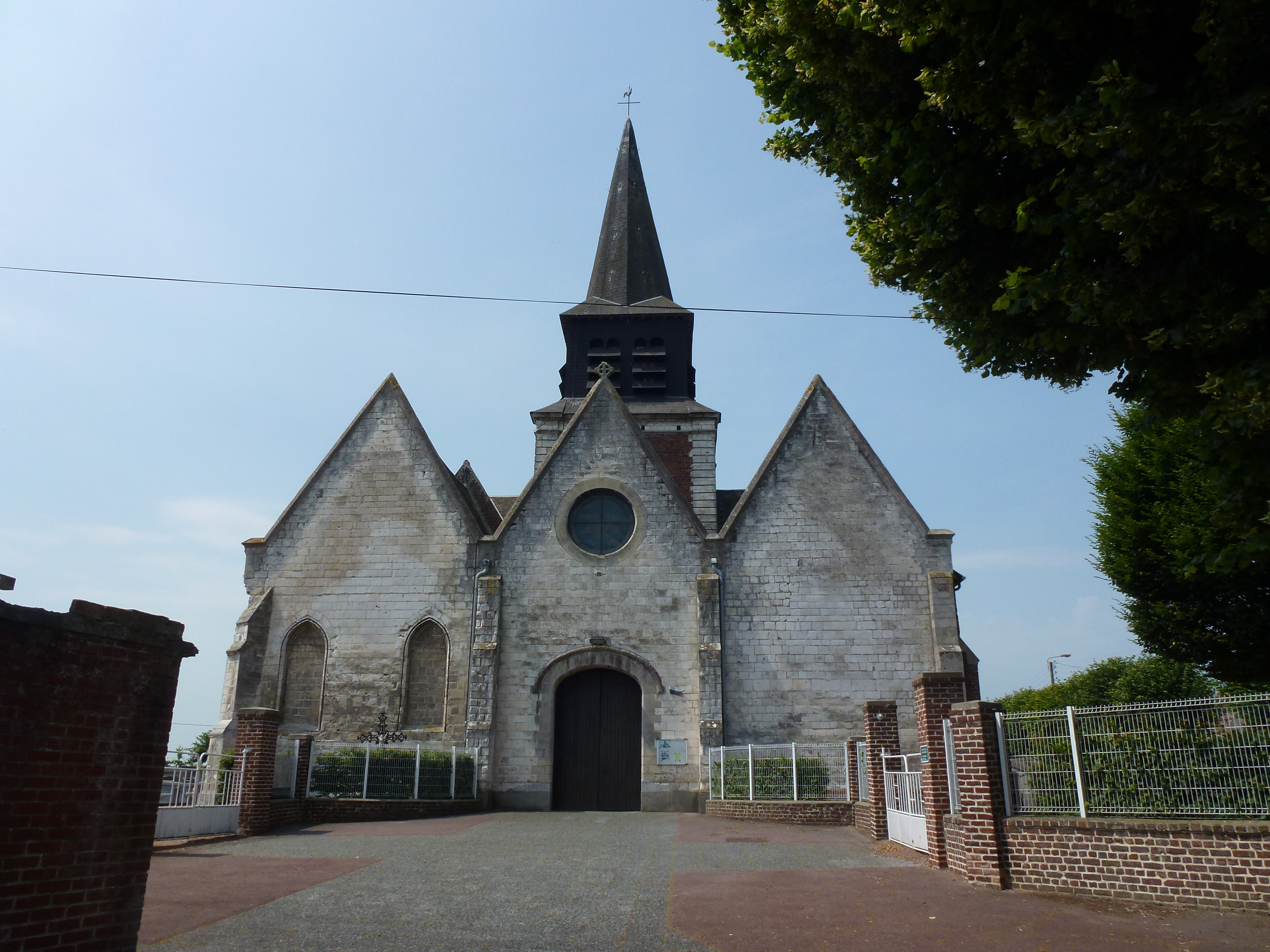
De Sint-Legierskerk
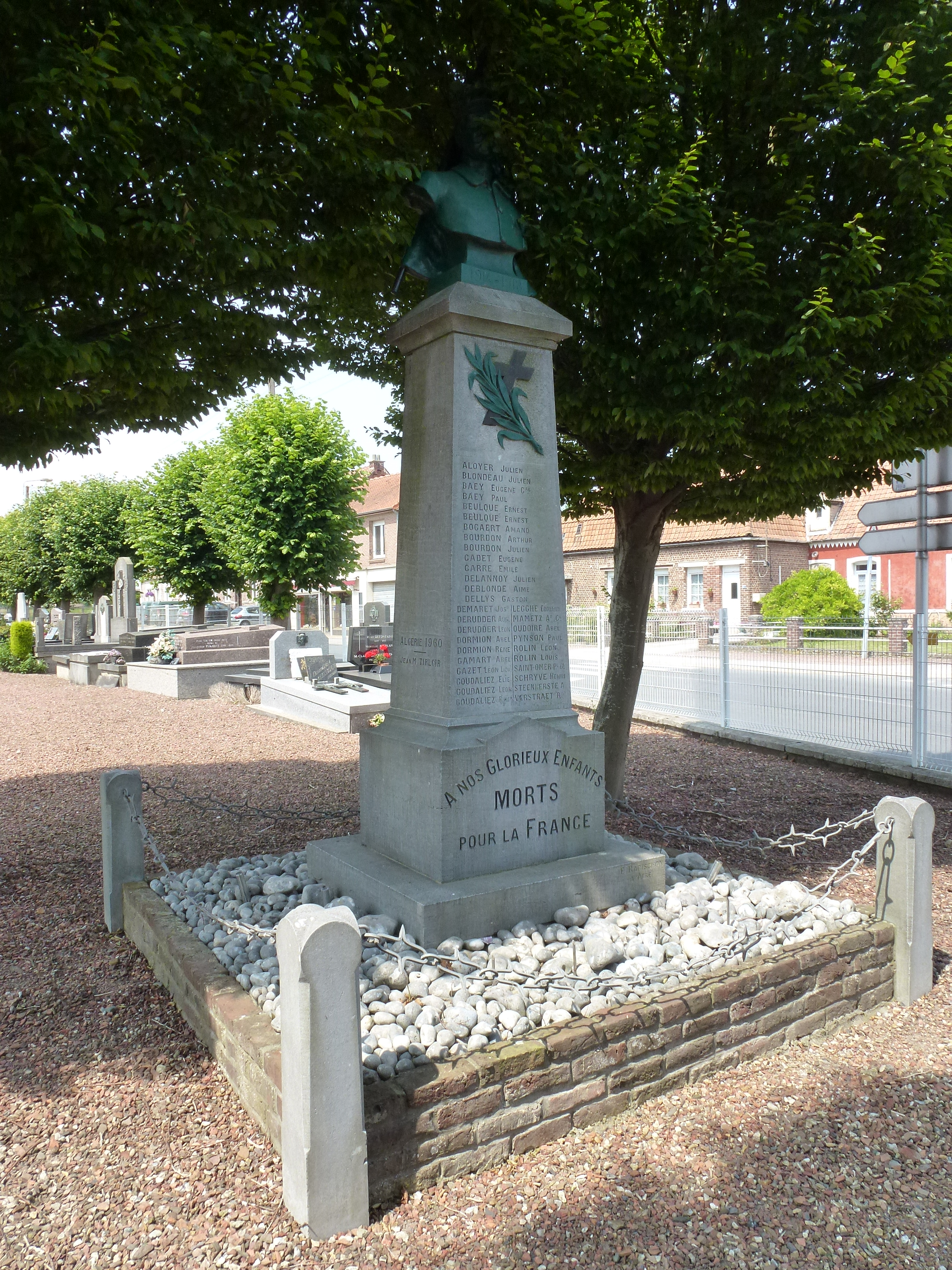
Het Monument voor de Doden

## Natuur en landschap
Boezegem ligt in de vlakte van het Leiedal en wordt doorstroomd door de Melde. In het westen ligt het Nieuwegracht (Canal de Neufossé). De hoogte van het dorp bedraagt 36 meter en de hoogte varieert tussen 17 en 68 meter.

## Demografie
Onderstaande figuur toont het verloop van het inwonertal (bron: INSEE-tellingen).

## Nabijgelegen kernen
Tienen, Aire-sur-la-Lys, Blaringem, Steenbeke
Blaringem · Boezegem · Ebblingem · La Gorgue  · Haverskerke · Hazebroek · Linde · Meregem · Moerbeke · Nieuw-Berkijn · Ruisscheure · Steenbeke · Stegers · Tienen · Waalskappel · Zerkel
Armboutskappel · Arneke · Bambeke · Bavinkhove · Belle · Berten · Bieren · Bissezele · Blaringem · Boeschepe · Boezegem · Bollezele · Borre · Bray-Dunes · Broekburg · Broekkerke · Broksele · Buisscheure · Drinkam · Duinkerke · Ebblingem · Eke · Ekelsbeke · Eringem · Gijvelde · Godewaarsvelde · La Gorgue · Grand-Fort-Philippe · Grevelingen · Groot-Sinten · Hardefoort · Haverskerke · Hazebroek · Herzele · Holke · Hondegem · Hondschote · Hooimille · Houtkerke · Kaaster · Kapelle · Kapellebroek · Kassel · Killem · Kraaiwijk · Krochte · Kwaadieper · Lederzele · Ledringem · Leffrinkhoeke · Linde · Loberge · Loon · Meregem · Merkegem · Merris · Meteren · Millam · Moerbeke · Niepkerke · Nieuw-Berkijn · Nieuw-Koudekerke · Nieuwerleet · Noordpene · Ochtezele · Okselare · Oostkappel · Oud-Berkijn · Oudezele · Pitgam · Pradeels · Rekspoede · Rubroek · Ruisscheure · Sint-Janskappel · Sint-Joris · Sint-Mariakappel · Sint-Momelijn · Sint-Pietersbroek · Sint-Silvesterkappel · Sint-Winoksbergen · Soks · Spijker · Stapel · Steenbeke · Steenvoorde · Steenwerk · Stegers · Stene · Strazele · Terdegem · Téteghem-Coudekerque-Village · Tienen · Uksem · Vleteren · Volkerinkhove · Waalskappel · Warrem · Waten · Wemaarskappel · Westkappel · Wilder · Winnezele · Wormhout · Wulverdinge · Zegerskappel · Zerkel · Zermezele · Zoeterstee · Zuidkote · Zuidpene